# Список випускників Вільного університету Брюсселя
Цей список видатних людей, пов’язаних із Вільним університетом Брюсселя, включає викладачів, співробітників, випускників і колишніх студентів програм бакалаврату та всіх програм магістратури, а також інших, пов’язаних з університетом. Особи відсортовані за категоріями та за алфавітом у кожній категорії. Поля «Приналежність» у таблицях у цьому списку вказують на приналежність особи до ULB і використовують такі позначення:
- B означає ступінь бакалавра
- Att вказує, що особа відвідувала програму бакалаврату, але, можливо, не закінчила навчання
- AM означає ступінь магістра мистецтв
- MSE означає ступінь магістра інженерних наук, який присуджується Школою інженерії та прикладних наук
- PhD вказує на Ph.D. ступінь
- GS означає, що особа була аспірантом, але, можливо, не отримала наукового ступеня
- F вказує на викладача, після якого йдуть роки, що позначають час роботи на факультеті
- Rec вказує на ректорів Université libre de Bruxelles, після яких ідуть роки, що позначають час служби

## Політика і уряд
- Vũ Đức Đam (нар. 1963), політик, чинний заступник прем'єр-міністра В'єтнаму.
- Алет Фелікс-Чікая (нар. 1955), конголезький письменник
- Фрадік де Менезес (нар. 1942), президент Сан-Томе і Прінсіпі з 2001 р.
- Шарль Мішель (нар. 1975), чинний прем'єр-міністр Бельгії

## Наука і технології
- Дельфіна Ланузель, доктор філософії, 2006, біогеохімік морського льоду та дослідник Антарктики [1]
- Андре Стерлінг (нар. 1924), інженер-будівельник і почесний професор
- Стефан де Бетс (народився в 1969 році), засновник міжнародної компанії з управління активами Elevated Returns і піонер інвестування в нерухомість на основі блокчейну. [2]
- Маргеріт Массар (1900-1979) перша бельгійська жінка-інженер [3]
- Енн Голдберг, бельгійський фізик, експерт з досліджень та інновацій у Solvay

## Нобелівські лауреати
| Рік      | Зображення | Лауреат                                                                   | Відношення                         | Категорія | Обґрунтування |  |
| -------- | ---------- | ------------------------------------------------------------------------- | ---------------------------------- | --------- | --- |  |
| 1913 рік |            | Анрі Ле Фонтан                                                            | PhD (1876)                         | Мир       | « за те, що був справжнім лідером народного руху за мир у Європі». |  |
| 1919 рік |            | Жуль Борде                                                                | PhD (1892), Professor 1907-1961    | Ліки      | « за відкриття, пов'язані з імунітетом ». |  |
| 1974 рік |            | Альберт Клод Співодержувач разом з Крістіаном де Дювом і Джорджем Паладом | Professor 1949-1971                | Ліки      | « за відкриття щодо структурної та функціональної організації клітини ». |  |
| 1977 рік |            | Ілля Пригожин                                                             | Professor 1950-2003                | Хімія     | « за внесок у нерівноважну термодинаміку, зокрема в теорію дисипативних структур » |  |
| 2013 рік |            | Франсуа Англер Співодержувач разом з Пітером Хіггсом                      | PhD (1958) and professor 1964-2016 | Фізика    | « за теоретичне відкриття механізму, який сприяє нашому розумінню походження маси субатомних частинок, і який нещодавно було підтверджено відкриттям передбаченої фундаментальної частинки » |  |
| 2018 рік |            | Деніс Муквеге                                                             | PhD (2015)                         | Мир       | «за їхні зусилля припинити використання сексуального насильства як зброї війни та збройних конфліктів»                                                                                       |  |

## Факультет
- Ежен Келе д'Альв'єлла (1846–1925), історик і політик
- Жюль Борде (1870–1961), лікар, лауреат Нобелівської премії з фізіології та медицини 1919 р.
- Альберт Клод (24 серпня 1899 - 22 травня 1983), біолог, лауреат Нобелівської премії 1974 року з фізіології та медицини
- Пол Хайманс (1865–1941), юрист, перший президент Ліги Націй
- Ілля Пригожин (1917–2003), фізик і хімік, лауреат премії Франкі 1955 року та лауреат Нобелівської премії з хімії 1977 року.
- Теофіл де Дондер (1872–1957), фізик і математик, батько необоротної термодинаміки
- Жак Тітс (1930–2021), бельгійський математик, лауреат премії Вольфа 1993 року та премії Абеля 2008 року.
- Еміль Вандервельде (1866–1938), державний діяч, професор права та соціології
- Еліан Фогель-Польскі (1926 – 2015) була бельгійською юристкою та феміністкою